# ایرسن کوچوک
ایرسن کوچوک (به ترکی استانبولی: İrsen Küçük) (زاده ۱۹۴۰ در نیکوزیای شمالی – درگذشته ۱۰ مارس ۲۰۱۹) نخست‌وزیر پیشین جمهوری ترک قبرس شمالی می‍باشد. ایرسن کوچوک برادرزاده فاضل کوچوک معاون اول رئیس‌جمهور سابق قبرس است.